# Parijs-Roubaix

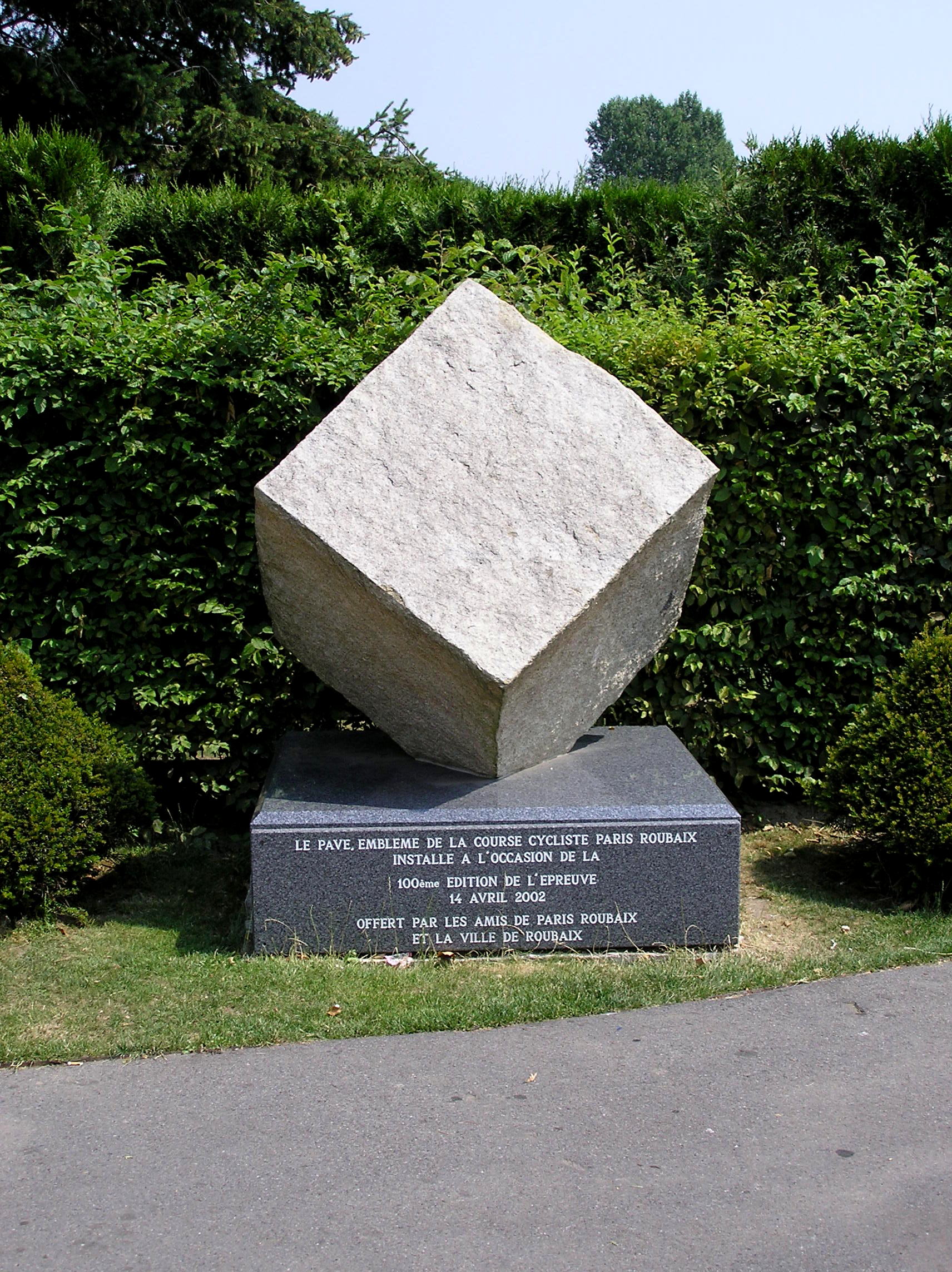
Kasseimonument ter ere van de 100ste editie van Parijs-Roubaix in 2002.

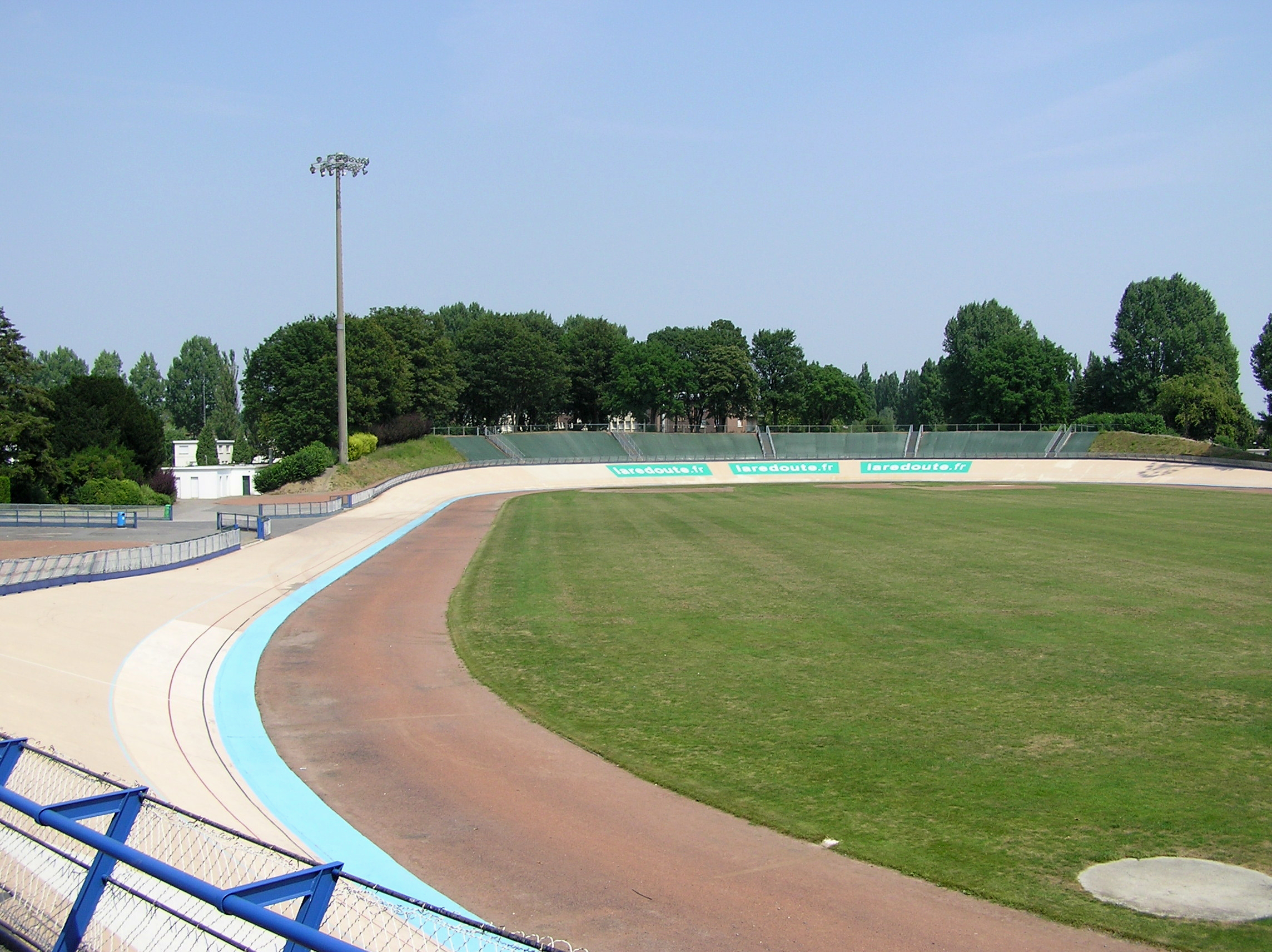
De Vélodrome André Pétrieux van Roubaix waar ieder jaar de klassieker De Hel van het Noorden aankomt.

Parijs-Roubaix is een eendaagse wielerwedstrijd die elk voorjaar wordt verreden in het noorden van Frankrijk.
De wielerwedstrijd is een van de vijf monumenten en wordt precies een week na de Ronde van Vlaanderen gereden. De eendaagse wedstrijd staat bekend als De Hel van het Noorden (L'Enfer du Nord), maar dat is niet omdat een deel van de koers wordt verreden over de kasseistroken die karakteristiek zijn voor dit gebied. De omschrijving "Hel van het Noorden" werd het eerst in 1919 gebruikt door een journalist die de eerste editie na de Eerste Wereldoorlog volgde en diep onder de indruk was van de oorlogsverwoestingen in Noord-Frankrijk.
In de eerste edities van de mannenkoers werd er gebruikgemaakt van gangmakers (à la Bordeaux-Parijs), aanvankelijk met auto's en motoren, vanaf 1901 alleen nog met fietsen. Vanaf 1908 werden de renners tot Beauvais gegangmaakt, na 1910 kwam dit te vervallen. Afhankelijk van de weersomstandigheden zijn deze stroken ofwel droog en stoffig, ofwel nat en uiterst modderig en glad. Een andere bijnaam voor de wedstrijd is dan ook La Reine des Classiques (De Koningin der Klassiekers) of ook La Pascale (De Pasen), dus: wedstrijd omstreeks Pasen). De eerste vrouwenkoers was in 2021.
De textielfabrikanten Theo Vienne en Maurice Perez organiseerden de wedstrijd voor het eerst in 1896 en met uitzondering van de beide wereldoorlogen en in 2020 is de wedstrijd sindsdien elk jaar verreden. Tegenwoordig is de organisatie van de wedstrijd in handen van de Société du Tour de France (A.S.O.: Amaury Sport Organisation), die ook de Ronde van Frankrijk organiseert.
Parijs-Roubaix vormt samen met Milaan-San Remo, de Ronde van Vlaanderen, Luik-Bastenaken-Luik en de Ronde van Lombardije de vijf monumenten en maakt sinds 2005 deel uit van de Historische kalender. Vanaf 2011 behoort hij tot de UCI World Tour.
De editie van 2020 werd in eerste instantie verplaatst naar 25 oktober 2020 vanwege de coronapandemie, inclusief de eerste editie voor de vrouwen. Op 9 oktober 2020 maakte de organisator bekend dat de uitgestelde editie afgelast werd vanwege de sterke stijging van de coronacijfers in Noord-Frankrijk.
Marcel Kint (1943), Rik Van Looy (1961, 1962), Eddy Merckx (1968), Francesco Moser (1978), Bernard Hinault (1981), Peter Sagan (2018), Mathieu van der Poel (2024) en Lotte Kopecky (2024) zijn de winnaars die Parijs-Roubaix wonnen als wereldkampioen. De snelste editie was in 2024. Mathieu van der Poel won met een gemiddelde van 47,802 kilometer per uur.
Zowel Servais Knaven, Raymond Impanis als Mathew Hayman hebben 16 keer deelgenomen aan Parijs-Roubaix, waarmee ze samen het record van grootste aantal deelnames delen.

## Parcours
Oorspronkelijk liep de wedstrijd van Saint-Denis in Parijs naar Roubaix. Vanwege de grote afstand werd de startplaats noordwaarts verlegd. In 1965 werd de startplaats verhuisd naar Chantilly. In 1968, onder leiding van Jean Stablinski, werd de startstreep voor het eerst getrokken in Compiègne, dat zo'n 80 kilometer ten noorden van Parijs ligt. De finish is sinds 1943 traditioneel (met uitzondering van 1986, 1987 en 1988) op de Vélodrome André Pétrieux van Roubaix, waar de renners nog anderhalve ronde moeten afleggen (600 m). In de eerste edities werden er drie ronden op de baan afgelegd en werd de wegfiets voor een baanfiets ingewisseld voordat er de baan opgereden werd.
Vanaf 2021 rijden de vrouwen ook Parijs-Roubaix. Zij starten in Denain en rijden de laatste 17 kasseienstroken.

## Kasseien
Parijs-Roubaix kreeg zijn reputatie van kasseienkoers pas na de Eerste Wereldoorlog. Kasseien waren weliswaar niet onbekend in dat gebied, maar voor die tijd werd er nog veel gereden over stoffige wegen, gemaakt van puin en grind. Nadat veel van die wegen in de Eerste Wereldoorlog kapotgeschoten waren, werden ze hersteld met kasseien.
Vanaf de jaren zestig zijn veel van die kasseien weer verdwenen onder een laag asfalt, maar ze hadden inmiddels zo'n eigen karakter aan Parijs-Roubaix gegeven, dat de organisatie haar best doet in de omgeving originele kasseistroken te vinden en ze zo mogelijk als erfgoed te laten beschermen. Sommige kasseienstroken zijn alleen toegankelijk voor publiek op de wedstrijddag. Tegenwoordig moeten de renners elk jaar over meer dan 50 kilometer kasseien rijden. Bekende kasseienstroken zijn het Bos van Wallers-Arenberg (alleen in de mannenwedstrijd), Pevelenberg (Mons-en-Pévèle) en de Carrefour de l'Arbre. Elke kasseistrook (fr: secteur pavé) krijgt een gradatie in de vorm van sterren, waarbij vijf sterren de zwaarste stroken (in lengte en ligging van kasseien) aanduiden. In 2005 werd voor het eerst in veertig jaar het Bos van Wallers buiten het parcours gelaten, vanwege de slechte toestand van de kasseien aldaar. In 2006 werd de strook terug opgenomen in het parcours.
De nummering van de stroken is aflopend. Zo ligt strook nummer 1 (Espace Charles Crupelandt, vernoemd naar de wielrenner Charles Crupelandt), een relatief goed stuk kasseien van 300 meter lang, aangelegd ter promotie van de wielerwedstrijd, circa twee kilometer voor de finish in Roubaix.

### Belangrijkste kasseistroken
| Nummer | Naam kasseistrook                         | Lengte | Aantal sterren    |
| ------ | ----------------------------------------- | ------ | ----------------- |
| 19     | Bos van Wallers-Arenberg                  | 2,4 km | * · * · * · * · * |
| 11     | Mons-en-Pévèle                            | 3 km   | * · * · * · * · * |
| 4      | Carrefour de l'Arbre                      | 2,1 km | * · * · * · * · * |
| 26     | Quiévy à Saint-Python                     | 3,7 km | * · * · * · *     |
| 20     | Haveluy à Wallers                         | 2,5 km | * · * · * · *     |
| 17     | Hornaing à Wandignies-Hamage              | 3,7 km | * · * · * · *     |
| 15     | Tilloy-lez-Marchiennes à Sars-et-Rosières | 2,4 km | * · * · * · *     |
| 12     | Auchy-lez-Orchies à Bersée                | 2,7 km | * · * · * · *     |
| 5      | Camphin-en-Pévèle                         | 1,8 km | * · * · * · *     |

## "De Dubbel"
Parijs-Roubaix wordt soms vergeleken met de Ronde van Vlaanderen, die altijd de zondag voor Parijs-Roubaix op de Vlaamse wegen verreden wordt. De Ronde wordt getypeerd als een race met een reeks Vlaamse hellingen, waarvan het merendeel met kinderkopjes geplaveid is (vandaar ook een kasseiklassieker). Parijs-Roubaix, daarentegen, heeft geen hellingen maar telt wel heel wat kasseistroken, die er veel slechter bij liggen dan die in Vlaanderen.
Elf wielrenners wonnen beide wedstrijden in één week tijd. Tom Boonen en Fabian Cancellara zijn er zelfs twee keer in geslaagd. Rik Van Looy en Mathieu van der Poel zijn de enige twee wielrenners die daarin slaagden in de regenboogtrui. De vrouwen rijden de koers pas vanaf 2021 en er is nog geen winnares van de dubbel.

## Fietsen en materiaal
Door de vaak barre weersomstandigheden waarin de renners over de kasseien moeten dokkeren, kiezen ploegen soms voor specifiek technisch materiaal. Een specifieke frame- en wielenkeuze zijn vaak typerend voor deze wedstrijd.
De gebruikte fietsen in Parijs-Roubaix hebben dan ook veel weg van de cyclocross. Zo wordt meestal gekozen voor bredere banden, of specifieke remsoorten. Veelal kiest men voor een iets lichtere bandendruk, omdat dit iets beter grip geeft en de schokken beter absorbeert. Veel ploegen kiezen ervoor om her en der op het parcours extra personeel met reservewielen (of soms met reservefietsen) te plaatsen omdat veel stroken vaak niet of moeilijk bereikbaar zijn met de ploegwagen. Zo wordt de renner beter geassisteerd bij eventuele materiaalbreuk of lekke band.
Sommige toprenners gebruiken zelfs speciale frames, die geoptimaliseerd zijn voor het dokkerwerk van Parijs-Roubaix. Deze frames bieden meer stabiliteit en comfort voor de renner. In 2005 gebruikte winnaar Tom Boonen een TIME-frame met langere wielbasis. In diezelfde editie gebruikte George Hincapie een TREK-prototype frame met een 2 mm dikke vering aan de zitting, die -volgens de producenten- haast alle schokken zou opvangen.
Door de jaren heen zijn veel dingen uitgeprobeerd in De Hel van het Noorden om een voordeel op de concurrentie te hebben. Vering op de fiets in allerlei vormen hebben hun intrede gedaan en zijn weer verdwenen. Meer en meer kiezen renners voor een "klassieke" fiets waarbij kleine aanpassingen op het gebied van geometrie en sterkte worden toegepast.
Al een tijdje kunnen de renners bij bandbreuk assistentie vragen van een neutrale motor die tussen de renners laveert. De typische gele moto's voeren wielen met zich mee die ter beschikking staan van de renners met pech.

## Lijst van winnaars (mannen)

### Meervoudige winnaars
| Overwinningen | Renner                  | Land        | Jaren                  |
| ------------- | ----------------------- | ----------- | ---------------------- |
| 4             | Roger De Vlaeminck      | België      | 1972, 1974, 1975, 1977 |
| 4             | Tom Boonen              | België      | 2005, 2008, 2009, 2012 |
| 3             | Octave Lapize           | Frankrijk   | 1909, 1910, 1911       |
| 3             | Gaston Rebry            | België      | 1931, 1934, 1935       |
| 3             | Rik Van Looy            | België      | 1961, 1962, 1965       |
| 3             | Eddy Merckx             | België      | 1968, 1970, 1973       |
| 3             | Francesco Moser         | Italië      | 1978, 1979, 1980       |
| 3             | Johan Museeuw           | België      | 1996, 2000, 2002       |
| 3             | Fabian Cancellara       | Zwitserland | 2006, 2010, 2013       |
| 3             | Mathieu van der Poel    | Nederland   | 2023, 2024, 2025       |
| 2             | Maurice Garin           | Italië      | 1897, 1898             |
| 2             | Lucien Lesna            | Frankrijk   | 1901, 1902             |
| 2             | Hippolyte Aucouturier   | Frankrijk   | 1903, 1904             |
| 2             | Charles Crupelandt      | Frankrijk   | 1912, 1914             |
| 2             | Henri Pélissier         | Frankrijk   | 1919, 1921             |
| 2             | Georges Claes           | België      | 1946, 1947             |
| 2             | Rik Van Steenbergen     | België      | 1948, 1952             |
| 2             | Sean Kelly              | Ierland     | 1984, 1986             |
| 2             | Marc Madiot             | Frankrijk   | 1985, 1991             |
| 2             | Gilbert Duclos-Lassalle | Frankrijk   | 1992, 1993             |
| 2             | Franco Ballerini        | Italië      | 1995, 1998             |

### Overwinningen per land
| Overwinningen | Land                                   |
| ------------- | -------------------------------------- |
| 57            | België                                 |
| 28            | Frankrijk                              |
| 14            | Italië                                 |
| 10            | Nederland                              |
| 4             | Zwitserland                            |
| 2             | Australië, Duitsland, Ierland          |
| 1             | Luxemburg, Moldavië, Slowakije, Zweden |

### Winst door wereldkampioen
| Jaar | Wereldkampioen       |
| ---- | -------------------- |
| 1943 | Marcel Kint          |
| 1961 | Rik van Looy         |
| 1962 | Rik van Looy         |
| 1968 | Eddy Merckx          |
| 1978 | Francesco Moser      |
| 1981 | Bernard Hinault      |
| 2018 | Peter Sagan          |
| 2024 | Mathieu van der Poel |

## Vrouwen
Vanaf 2021 wordt er ook een vrouweneditie van Parijs-Roubaix verreden: Paris-Roubaix Femmes. De wedstrijd wordt op de dag voor de manneneditie verreden en maakt vanaf de eerste editie deel uit van de UCI Women's World Tour. De wedstrijd gaat niet van start in Parijs en ook niet in Compiègne, waar de mannen starten, maar in Denain. De eerste editie telde 116 km en 17 kasseistroken en vanaf 2023 is de wedstrijd een kleine 150 km lang, met nog steeds 17 kasseistroken die samen 30 km lang zijn. Hoewel de wedstrijd van start gaat even ten zuiden van het Bos van Wallers, rijden de vrouwen niet de befaamde Trouée d'Arenberg. Wel rijden ze de zware kasseistroken van Mons-en-Pévèle en Carrefour de l'Arbre.
De eerste editie voor vrouwen stond aanvankelijk gepland in het najaar van 2020, maar door de coronapandemie kon de wedstrijd toen niet doorgaan. In 2021 werd de wedstrijd vanwege de pandemie niet in het voorjaar maar in het najaar verreden.
De eerste vijf edities werden door vijf verschillende rensters gewonnen, van vijf verschillende nationaliteiten. Lotte Kopecky is de eerste vrouw die als regerend wereldkampioen wist te winnen. Anno 2025 is het nog geen renster gelukt om de dubbel, de Ronde van Vlaanderen en Parijs-Roubaix, in hetzelfde jaar te winnen.

### Overwinningen per land
| Overwinningen | Land                                                   |
| ------------- | ------------------------------------------------------ |
| 1             | België, Canada, Frankrijk, Italië, Verenigd Koninkrijk |

### Winst door wereldkampioen
| Jaar | Wereldkampioen |
| ---- | -------------- |
| 2024 | Lotte Kopecky  |

## Mannen beloften
Parijs-Roubaix Espoirs ofwel Parijs-Roubaix voor beloften, wordt verreden door mannen onder 23 jaar. De winnaar van 1979, Marc Madiot, is de enige die erin is geslaagd om de wedstrijd ook bij de elitie te winnen. Hij deed dit zelfs tweemaal, namelijk in 1985 en 1991.
- Bibliothèque nationale de France: cb12014075h (data)
- Gemeinsame Normdatei: 7742951-5
- Nationale Bibliotheek van Tsjechië: ko2018988418
- Système universitaire de documentation: 028270193
- Virtual International Authority File: 35152501167410682784

1896 · 
1897 · 
1898 · 
1899 · 
1900 · 
1901 · 
1902 · 
1903 · 
1904 · 
1905 · 
1906 · 
1907 · 
1908 · 
1909 · 
1910 · 
1911 · 
1912 · 
1913 · 
1914 · 
1915 · 
1916 · 
1917 · 
1918 · 
1919 · 
1920 · 
1921 · 
1922 · 
1923 · 
1924 · 
1925 · 
1926 · 
1927 · 
1928 · 
1929 · 
1930 · 
1931 · 
1932 · 
1933 · 
1934 · 
1935 · 
1936 · 
1937 · 
1938 · 
1939 · 
1940 · 
1941 · 
1942 · 
1943 · 
1944 · 
1945 · 
1946 · 
1947 · 
1948 · 
1949 · 
1950 · 
1951 · 
1952 · 
1953 · 
1954 · 
1955 · 
1956 · 
1957 · 
1958 · 
1959 · 
1960 · 
1961 · 
1962 · 
1963 · 
1964 · 
1965 · 
1966 · 
1967 · 
1968 · 
1969 · 
1970 · 
1971 · 
1972 · 
1973 · 
1974 · 
1975 · 
1976 · 
1977 · 
1978 · 
1979 · 
1980 · 
1981 · 
1982 · 
1983 · 
1984 · 
1985 · 
1986 · 
1987 · 
1988 · 
1989 · 
1990 · 
1991 · 
1992 · 
1993 · 
1994 · 
1995 · 
1996 · 
1997 · 
1998 · 
1999 · 
2000 · 
2001 · 
2002 · 
2003 · 
2004 · 
2005 · 
2006 · 
2007 · 
2008 · 
2009 · 
2010 · 
2011 ·
2012 · 
2013 ·
2014 ·
2015 ·
2016 ·
2017 ·
2018 ·
2019 ·
2020 · 
2021 · 
2022 · 
2023 · 
2024 · 
2025
27: Troisvilles à Inchy · 
26: Viesly à Quiévy · 
25: Quiévy à Saint-Python · 
24: Saint-Python · 
23: Vertain à Saint-Martin-sur-Écaillon · 
22: Capelle-sur-Écaillon à Ruesnes · 
21: Aulnoy-lez-Valenciennes - Famars · 
20: Famars à Quérénaing · 
19: Quérénaing à Maing · 
18: Maing à Monchaux-sur-Écaillon · 
17: Haveluy à Wallers · 
16: Bos van Wallers-Arenberg · 
15: Millonfosse à Bousignies · 
14: Brillon à Tilloy-lez-Marchiennes · 
14: Tilloy à Sars-et-Rosières · 
13: Beuvry-la-Forêt à Orchies · 
12: Orchies · 
11: Auchy-lez-Orchies à Bersée · 
11: Mons-en-Pévèle · 
10: Mérignies à Avelin · 
9: Pont-Thibaut à Ennevelin · 
8: Templeuve - L'Épinette · 
8: Templeuve – Moulin-de-Vertain · 
7: Cysoing à Bourghelles · 
6: Bourghelles à Wannehain · 
5: Camphin-en-Pévèle · 
4: Carrefour de l'Arbre · 
3: Gruson · 
2: Willems à Hem · 
1: Roubaix
2011 · 2012 · 2013 · 2014 · 2015 · 2016 · 2017 · 2018 · 2019 · 2020 · 2021 · 2022 · 2023 · 2024 · 2025
Tour Down Under · Great Ocean Road Race · Ronde van de Verenigde Arabische Emiraten · Omloop Het Nieuwsblad · Strade Bianche · Parijs-Nice · Tirreno-Adriatico · Milaan-San Remo · Ronde van Catalonië · Driedaagse Brugge-De Panne · E3 Harelbeke · Gent-Wevelgem · Dwars door Vlaanderen · Ronde van Vlaanderen · Ronde van het Baskenland · Parijs-Roubaix · Amstel Gold Race · Waalse Pijl · Luik-Bastenaken-Luik · Ronde van Romandië · Eschborn-Frankfurt · Ronde van Italië · Critérium du Dauphiné · Ronde van Zwitserland · Copenhagen Sprint · Ronde van Frankrijk · Clásica San Sebastián · Ronde van Polen · BEMER Cyclassics · Renewi Tour · Ronde van Spanje · Bretagne Classic · GP van Québec · GP van Montréal · Ronde van Lombardije · Ronde van Guangxi
World Cup:
1998 · 
1999 · 
2000 · 
2001 · 
2002 · 
2003 · 
2004 · 
2005 · 
2006 · 
2007 · 
2008 · 
2009 · 
2010 · 
2011 · 
2012 · 
2013 · 
2014 · 
2015
World Tour:
2016 · 
2017 · 
2018 · 
2019 · 
2020 · 
2021 ·
2022 ·
2023 ·
2024 ·
2025
Huidige koersen:
Tour Down Under · Cadel Evans Great Ocean Road Race · Ronde van de Verenigde Arabische Emiraten · Omloop Het Nieuwsblad · Strade Bianche · Ronde van Drenthe · Trofeo Alfredo Binda · Classic Brugge-De Panne · Gent-Wevelgem · Ronde van Vlaanderen · Parijs-Roubaix · Amstel Gold Race · Waalse Pijl · Luik-Bastenaken-Luik · Ronde van Chongming · Ronde van het Baskenland · Ronde van Burgos · RideLondon-Surrey Classic · The Women's Tour · Ronde van Zwitserland · Giro Donne · Tour de France Femmes · Ronde van Scandinavië · Bretagne Classic · Simac Ladies Tour · La Vuelta Femenina · Ronde van Romandië · Ronde van Guangxi
Voormalige koersen:
Philadelphia Cycling Classic · Ronde van Californië · Emakumeen Bira · La Course by Le Tour de France · Open de Suède Vårgårda